# Elena Benarroch
Elena Benarroch est une styliste espagnole née à Tanger le 20 avril 1955 au sein d’une famille sépharade. Elle inaugura une pelleterie à Madrid en 1979 et elle est actuellement l’une des stylistes espagnoles les plus importants[réf. nécessaire].
Elle a aussi travaillé pour le cinéma avec Pedro Almodóvar.